# Municipio de Blackpipe
El municipio de Blackpipe (en inglés: Blackpipe Township) es un municipio ubicado en el condado de Mellette en el estado estadounidense de Dakota del Sur. En el año 2010 tenía una población de 60 habitantes y una densidad poblacional de 0,64 personas por km².

## Geografía
El municipio de Blackpipe se encuentra ubicado en las coordenadas 43°26′10″N 101°6′29″O / 43.43611, -101.10806. Según la Oficina del Censo de los Estados Unidos, el municipio tiene una superficie total de 93.53 km², de la cual 93,22 km² corresponden a tierra firme y (0,33 %) 0,31 km² es agua.

## Demografía
Según el censo de 2010, había 60 personas residiendo en el municipio de Blackpipe. La densidad de población era de 0,64 hab./km². De los 60 habitantes, el municipio de Blackpipe estaba compuesto por el 50 % blancos, el 38,33 % eran amerindios y el 11,67 % eran de una mezcla de razas. Del total de la población el 0 % eran hispanos o latinos de cualquier raza.